# Катастрофа Ан-10 под Кишинёвом
Катастрофа Ан-10 под Кишинёвом — авиационная катастрофа, произошедшая субботним вечером 8 августа 1970 года в окрестностях Кишинёва. Авиалайнер Ан-10А Львовского ОАО предприятия «Аэрофлот» выполнял регулярный внутренний рейс SU-888 по маршруту Винница — Симферополь, но через 12 минут после взлёта у лайнера загорелся двигатель №4. Экипаж решил выполнить аварийную посадку на кукурузное поле, но при посадке лайнер врезался в ложбину и разрушился. Из находившихся на его борту 114 человек — 107 пассажиров и 7 членов экипажа, погиб 1 человек, выжили 113, из них ранения получили 23 человека.

## Самолёт
Ан-10А с бортовым номером 11188 (заводской — 0402005, серийный — 20-05) был выпущен Воронежским авиазаводом 30 июня 1960 года и 2 августа передан Главному управлению гражданского воздушного флота, которое направило его в 88-й (Львовский) авиаотряд Украинского Территориального управления Гражданского воздушного флота. Всего на момент катастрофы авиалайнер имел 13 868 часов налёта и 9670 посадок.

## Экипаж
Состав экипажа рейса SU-888 был из 88-го авиаотряда, в состав которого входили 7 человек:
- Командир воздушного судна (КВС) — Сергей Иванович Денисов;
- Второй пилот — Иван Иванович Мирошниченко;
- Штурман — Николай Афанасьевич Яковенко;
- Бортмеханик — Юрий Григорьевич Моисечейников;
- Бортрадист — Валерий Николаевич Гуськов;

В салоне авиалайнера работали двое бортпроводников:
- Людмила Васильевна Симоненко;
- Владимир Иванович Корягин.

## Катастрофа
Самолёт в данный день должен был выполнять 4 рейса, а общий маршрут полётов был Львов — Симферополь — Винница — Симферополь — Львов (рейсы № 811, 887, 888 и 812 соответственно). 8 августа 1970 года, в 15:20 авиалайнер вылетел из Львовского аэропорта и без отклонений совершил два первых рейса. Далее экипаж начал выполнять третий рейс — № 888 и в 20:20 рейс SU-888 с 107 пассажирами и 7 членами экипажа вылетел из Винницкого аэропорта Гавришовка, а рейс выполнял Ан-10А борт СССР-11188, летящий из Винницы в Симферополь. Набрав высоту, лайнер занял эшелон полёта 5400 метров (FL180). Всего на борту находились 114 человек: 107 пассажиров и 7 членов экипажа.
В 20:32 с самолёта было доложено о пролёте траверза Ободовка. Но затем в кабине пилотов появился дым и начал чувствоваться запах гари, по запаху которой можно было предположить, что горит изоляция. Бортмеханик вышел в первый салон и обнаружил, что дым идёт из щелей панели на потолке, после чего сразу же вернулся и сообщил об увиденном командиру. Тогда командир дал команду переходить на аварийное электропитание, снижать скорость и уменьшить режим работы двигателей, после чего, выпустив шасси, начал выполнять экстренное снижение. В 20:37 о происшествии было сообщено диспетчеру ВРДП Кишинёв. При прохождении высоты 4000 метров второй пилот выключил отбор воздуха от всех четырёх двигателей, а затем включением тумблера «аварийный сброс давления» разгерметизировал авиалайнер, что привело к прекращению задымления кабины. Тогда было принято решение лететь на запасной аэродром — Кишинёв, для чего экипаж убрал шасси, а также, по разрешению диспетчера, продолжил снижаться до высоты 2400 метров.
Но затем в 20:40 экипаж услышал резкий хлопок, после чего сидящие с правой стороны второй пилот и бортинженер увидели пожар на двигателе № 4 (крайний правый). Тогда командир приказал зафлюгировать его воздушный винт, а также разрядить вторую и третью очереди пожаротушения, так как сработавшая автоматически первая очередь не смогла ликвидировать возгорание. При этом командир начал поворачивать авиалайнер влево к ровной местности, которая весьма подходила для вынужденной посадки. Но в 20:43 на высоте 800—1000 метров пожар в двигателе прекратился, поэтому командир передумал совершать вынужденную посадку и продолжил полёт к Кишинёву. После доклада с самолёта о ситуации диспетчер ВРДП указал экипажу, что до аэропорта 80 километров, посадка будет осуществляться по курсу 270°, погода ясная, а видимость более 10 километров.
Самолёт летел в сторону Кишинёва, но тут бортмеханик обратил внимание командира, что в правой гидросистеме давление на нуле, а в левой — 60—70 кг/см², при этом масла АМГ-10 в ней осталось 10 литров, что могло привести к самопроизвольному выходу воздушного винта силовой установки № 4 из режима флюгера и перейти в режим авторотации. Это случилось в 20:55, когда до кишинёвского аэропорта оставалось 55 километров, а высота составляла 720—730 метров. Из-за резкого увеличения аэродинамического сопротивления появились кренящий и разворачивающий моменты вправо, парировать которые пилоты сумели полным отклонением рулей влево. Заодно режим оставшихся трёх двигателей был увеличен до взлётного, что помогало избежать снижения скорости. Но из-за возникшей асимметрии тяги (на правом крыле работал один двигатель, а на левом — два) моменты вправо только увеличились, при этом полного отклонения рулей было недостаточно для их парирования, поэтому режим двигателя № 1 (крайний левый) был уменьшен до 60—70° по УПРТ.
Летя в сторону Кишинёва на скорости 340—350 км/ч, Ан-10 снижался с вертикальной скоростью 2—3 м/с. Поняв, что безопасно долететь до Кишинёва в данной ситуации невозможно, командир принял решение выполнять вынужденную посадку. В вечерних сумерках он выбрал для посадки кукурузное поле, которое казалось ровной площадкой. Но на самом деле под двухметровыми стеблями была скрыта ложбина, которая проходила перпендикулярно направлению движения.
В 20:52, спустя 24 минуты после заката и за 12 минут до наступления полной темноты, авиалайнер выполнил посадку «на брюхо». Проскользив по земле, самолёт затем перескочил ложбину, после чего ударился о её противоположный откос и, разрушаясь, помчался по неровной земле. Через 275 метров от места первого касания развернувшийся вправо Ан-10 остановился, после чего в течение 12—15 минут все пассажиры были эвакуированы. В результате посадки нижняя часть фюзеляжа была разрушена, а воздушный винт № 4 оторван. Были тяжело ранены 4 пассажира, а штурман, бортпроводник и 19 пассажиров — легко ранены. На месте никто не погиб, но при транспортировке в больницу скончалась одна тяжелораненая пассажирка 1955 года рождения, ставшая единственной жертвой происшествия.

## Расследование
Причиной катастрофы комиссия назвала отказ и пожар двигателя № 4. По первоначальной версии это было вызвано масляным голоданием подшипниковых узлов. Масло вытекло из маслосистемы двигателя в подкапотное пространство через разъём крышки фильтра редуктора с лобовым картером, так как обслуживающий персонал не затянул фильтр. Когда всё масло вытекло, командо-топливный агрегат прекратил подавать топливо в двигатель и тот прекратил работать, при этом воздушный винт перешёл на авторотацию, что и разрушило подшипниковые узлы. Самолёт в этот момент начал выполнять экстренное снижение, а РУД-ы были переведены на режим «земной малый газ», из-за чего автоматическая система флюгирования воздушного винта по падению масла в системе ИКМ не сработала. Сам экипаж по штатным приборам контроля работы двигателя также мог при своевременном контроле обнаружить утечку масла и начало разрушения двигателя, а потому принять соответствующие меры.
Однако затем в ГосНИИ ГА были проведены исследования, которые показали, что технический персонал из Министерства гражданской авиации не виноват. На самом деле двигатель отказал из-за разрушения роликового подшипника турбины из-за масляного голодания, так как жиклёрные отверстия оказались забиты продуктами разложения масла, то есть коксом. Эти подшипники ротора компрессора и центрального привода разрушились из-за резкого смещения и перекоса колец подшипников, так как произошёл изгиб вала турбины, к чему привёл разогрев, вызванный наличием пожара в полости вала, а это, в свою очередь, могло произойти только при разрушении узла роликового подшипника турбины и трубопровода подвода масла к подшипнику. На то, что до разрушения двигателя масла было достаточно, свидетельствуют следующие признаки:
- не срабатывала система выключения двигателя и флюгирования по падению давления масла в ИКМ
- местный разогрев вала турбины и его изгиб, что могло вызвать только поступающее из разрушенного трубопровода горящее масло
- в структуре материала деталей подшипников компрессора были обнаружены признаки того, что в процессе разрушения подшипников в них имелось масло
- топливо КТА-5Ф продолжало поступать к двигателю до его принудительного флюгирования
- подшипники верхних приводов лобового картера находились в удовлетворительном состоянии
- на маслофильтрах турбины и заднего подшипника компрессора были обнаружены кокс и металлическая стружка, которые могли там появиться только при циркуляции масла

Масло из маслосистемы в основном вытекло в подкапотное пространство из-за отстыковки и отрыва некоторых агрегатов (Р-68ДТ, ВО-20, МНП-20), а также разрушения трубопроводов маслосистемы двигателя и всей силовой установки, вызванных резким увеличением вибраций двигателя, когда разрушился подшипник. Некоторая часть масла при этом оказалась выброшена через разрушения в корпусе камеры сгорания, на что указывали появившийся в кабине экипажа и пассажирском салоне дым, а также следы горелого масла на жаровой части камеры сгорания. Также была разрушена версия об отсутствии затяжки болта фильтра редуктора, что привело к утечке масла из маслосистемы через разъём его крышки с лобовым картером.
Так как при разрушении подшипника турбины произошла развальцовка жиклёрных отверстий форсуночного кольца, то степень их забивания коксом оказалось невозможно определить. Но зато на всех разрезных кольцах подвода масла к жиклёрным отверстиям эксперты нашли отложения кокса, толщина которых увеличивалась к жиклёрным отверстиям. Проведённые в ЛИИ МАП и на предприятии п/я Г-4561 исследования показали , что максимальные температуры масла в подшипниковом узле турбины возникают после выключения, что создаёт благоприятные условия для коксования масла. Фактически коксование масла в узле роликового подшипника турбины, по мнению комиссии, оказалось конструктивным дефектом двигателя АИ-20 и не зависит от типа самолёта. То, что раньше не было выявлено большого числа выявления коксования масла в двигателях самолётов Ан-10 и Ан-12, можно объяснить тем, что преимущественно на них используют двигатели АИ-20А, у которых межремонтный ресурс составляет 750 часов, а эксплуатация двигателей АИ-20К, у которых ресурс составляет 4000 часов, на тот момент только начиналась.
В итоговом отчёте комиссия назвала виновником происшествия предприятие п/я Г-4561 Министерства авиапромышленности, которое допустило конструктивную недоработку двигателя АИ-20К и не приняло мер к предупреждению их конструктивного дефекта — коксование масла в узле роликового подшипника турбины.